# Норвегія на літніх Олімпійських іграх 2008
Норвегія на літніх Олімпійських іграх 2008 року, які проходили в китайському Пекіні, представляли 85 спортсменів (30 чоловіків та 54 жінки) у 15 видах спорту. Прапороносцем на церемонії відкриття Олімпійських ігор була важкоатлетка Рут Касір'є, а на церемонії закриття — гандболістка Гру Гаммерсенг.
Норвегія удвадцятьтретє взяла участь у літніх Олімпійських іграх. Норвезькі спортсмени завоювали 9 медалей: 3 золоті, 5 срібних і одну бронзову. Збірна Норвегії посіла 22 неофіційне загальнокомандне місце.

## Медалісти
| Медаль | Спортсмен                         | Вид спорту                      | Дисципліна                           |
| ------ | --------------------------------- | ------------------------------- | ------------------------------------ |
| Золото | Андреас Торкільдсен               | Легка атлетика                  | метання списа (чоловіки)             |
| Золото | Жіноча збірна Норвегії з гандболу | Гандбол                         | жінки                                |
| Золото | Олаф Туфте                        | Академічне веслування           | одиночки (чоловіки)                  |
| Срібло | Ніна Солгейм                      | Тхеквондо                       | +67 кг (жінки)                       |
| Срібло | Александер Дале Оен               | Плавання                        | 100 м брасом (чоловіки)              |
| Срібло | Торе Бровольд                     | Стрільба                        | скит (чоловіки)                      |
| Срібло | К'єрсті Плетзер                   | Легка атлетика                  | спортивна ходьба на 20 км (жінки)    |
| Срібло | Ейрік Верос Ларсен                | Веслування на байдарках і каное | байдарки-одиночки, 1000 м (чоловіки) |
| Бронза | Сара Норденстам                   | Плавання                        | 200 м брасом (жінки)                 |

## Академічне веслування
| Спортсмени | Дисципліна          | Попередній раунд | Попередній раунд | Перезаплив | Перезаплив | Півфінал | Півфінал | Фінал   | Фінал |
| Спортсмени | Дисципліна          | Час              | Місце            | Час        | Місце      | Час      | Місце    | Час     | Місце |
| ---------- | ------------------- | ---------------- | ---------------- | ---------- | ---------- | -------- | -------- | ------- | ----- |
| Олаф Туфте | одиночки (чоловіки) | 7:20.20          | 1 QF             | 6:53.59    | 1 SA/B     | 6:58.23  | 2 FA     | 6:59.83 | 1     |

## Боротьба
Чоловіки
Греко-римська боротьба
| Спортсмен        | Дисципліна | Попередні поєдинки | Попередні поєдинки                              | Попередні поєдинки | Чвертьфінал        | Півфінал           | Фінал              | Фінал      |    |
| Спортсмен        | Дисципліна | Суперник Результат | Суперник Результат                              | Місце              | Суперник Результат | Суперник Результат | Суперник Результат | Місце      |    |
| ---------------- | ---------- | ------------------ | ----------------------------------------------- | ------------------ | ------------------ | ------------------ | ------------------ | ---------- | -- |
| Стіг Андре Берге | до 60 кг   | Bye                | Тенгізбаєв Нурбакит Молдахметули (KAZ) L 0–3 PO | не пройшов         | не пройшов         | не пройшов         | не пройшов         | не пройшов | 19 |

## Важка атлетика
| Спортсмен   | Дисципліна       | Snatch    | Snatch | Clean & Jerk | Clean & Jerk | Разом | Місце |
| Спортсмен   | Дисципліна       | Результат | Місце  | Результат    | Місце        | Разом | Місце |
| ----------- | ---------------- | --------- | ------ | ------------ | ------------ | ----- | ----- |
| Рут Касір'є | до 63 кг (жінки) | 103       | 4      | 121          | 8            | 224   | 7     |

## Велоспорт

### Шосейна гонка
| Спортсмен             | Дисципліна                       | Час          | Місце        |
| --------------------- | -------------------------------- | ------------ | ------------ |
| Курт Асле Арвесен     | групова шосейна гонка (чоловіки) | 6:26:17      | 32           |
| Едвальд Боассон Гаген | групова шосейна гонка (чоловіки) | 6:36:48      | 71           |
| Ларс Петер Нордгауг   | групова шосейна гонка (чоловіки) | не фінішував | не фінішував |
| Габріель Раш          | групова шосейна гонка (чоловіки) | не фінішував | не фінішував |
| Аніта Вален           | групова шосейна гонка (жінки)    | 3:33:17      | 26           |

### Маунтінбайк
| Спортсмен            | Дисципліна          | Час           | Місце         |
| -------------------- | ------------------- | ------------- | ------------- |
| Лене Бюберг          | маунтінбайк (жінки) | 1:53:19       | 13            |
| Гунн-Рита Дале Флешо | маунтінбайк (жінки) | не фінішувала | не фінішувала |

### BMX
| Спортсмен           | Дисципліна     | Посів     | Посів | Чвертьфінал | Чвертьфінал | Півфінал   | Півфінал   | Фінал      | Фінал      |
| Спортсмен           | Дисципліна     | Результат | Місце | Бали        | Місце       | Бали       | Місце      | Результат  | Місце      |
| ------------------- | -------------- | --------- | ----- | ----------- | ----------- | ---------- | ---------- | ---------- | ---------- |
| Себастіан Картфйорд | BMX (чоловіки) | 38.688    | 30    | 19          | 8           | не пройшов | не пройшов | не пройшов | не пройшов |

## Веслування на байдарках і каное

### Спринт
| Спортсмен          | Дисципліна                           | Попередній раунд | Попередній раунд | Півфінал | Півфінал | Фінал    | Фінал |
| Спортсмен          | Дисципліна                           | Час              | Місце            | Час      | Місце    | Час      | Місце |
| ------------------ | ------------------------------------ | ---------------- | ---------------- | -------- | -------- | -------- | ----- |
| Ейрік Верос Ларсен | байдарки-одиночки, 500 м (чоловіки)  | 1:36.439         | 2 QS             | 1:41.927 | 2 Q      | 1:37.949 | 4     |
| Ейрік Верос Ларсен | байдарки-одиночки, 1000 м (чоловіки) | 3:29.043         | 1 QF             | Bye      | Bye      | 3:27.342 | 2     |

## Вітрильний спорт
| Спортсмени                                              | Дисципліна           | Заїзд | Заїзд | Заїзд | Заїзд | Заїзд | Заїзд | Заїзд | Заїзд | Заїзд | Заїзд | Заїзд | Бали | Фінальне місце |
| Спортсмени                                              | Дисципліна           | 1     | 2     | 3     | 4     | 5     | 6     | 7     | 8     | 9     | 10    | M*    | Бали | Фінальне місце |
| ------------------------------------------------------- | -------------------- | ----- | ----- | ----- | ----- | ----- | ----- | ----- | ----- | ----- | ----- | ----- | ---- | -------------- |
| Крістіан Рут                                            | Лазер (чоловіки)     | 10    | 11    | 17    | 10    | 3     | 8     | 13    | 21    | 38    | CAN   | 16    | 109  | 10             |
| Янніке Столстром                                        | RS: X (жінки)        | 7     | DSQ   | 2     | 12    | 9     | 10    | 15    | 13    | 21    | 18    | EL    | 117  | 15             |
| Катріна Г'єрпен                                         | Лазер Радіал (жінки) | 26    | 27    | 24    | 27    | 23    | 28    | 23    | 27    | 25    | CAN   | EL    | 202  | 28             |
| Ліза Біргітті Фредеріксен Александра Кефед Сірен Сундбю | Інглінг (жінки)      | 12    | 13    | 5     | 1     | 3     | 13    | 12    | 11    | CAN   | CAN   | 7     | 71   | 10             |

Відкриті
| Спортсмени                      | Дисципліна | Заїзд | Заїзд | Заїзд | Заїзд | Заїзд | Заїзд | Заїзд | Заїзд | Заїзд | Заїзд | Заїзд | Заїзд | Заїзд | Заїзд | Заїзд | Заїзд | Бали | Фінальне місце |
| Спортсмени                      | Дисципліна | 1     | 2     | 3     | 4     | 5     | 6     | 7     | 8     | 9     | 10    | 11    | 12    | 13    | 14    | 15    | M     | Бали | Фінальне місце |
| ------------------------------- | ---------- | ----- | ----- | ----- | ----- | ----- | ----- | ----- | ----- | ----- | ----- | ----- | ----- | ----- | ----- | ----- | ----- | ---- | -------------- |
| Пеер Моберг                     | Фінн       | 23    | DSQ   | 11    | 19    | 22    | 1     | DSQ   | 4     | CAN   | CAN   | Н/Д   | Н/Д   | Н/Д   | Н/Д   | Н/Д   | EL    | 107  | 19             |
| Фруде Бовім Христофер Гундерсен | 49er       | 11    | 13    | 18    | 7     | 10    | 8     | 14    | 11    | 13    | 19    | 12    | 11    | CAN   | CAN   | CAN   | EL    | 128  | 13             |

## Волейбол

### Пляжний волейбол
| Спортсмени                       | Дисципліна | Попередній раунд | Груповий раунд | 1/16                                                                | Чвертьфінал         | Півфінал            | Фінал               | Фінал      |
| Спортсмени                       | Дисципліна | Суперники Результат | Груповий раунд | Суперники Результат                                                 | Суперники Результат | Суперники Результат | Суперники Результат | Місце      |
| -------------------------------- | ---------- | --- | -------------- | ------------------------------------------------------------------- | ------------------- | ------------------- | ------------------- | ---------- |
| Єрре К'ємперуд Тар'єй Скарлунд   | чоловіки   | Pool E Давид Клемперер – Ерік Коренг (GER) L 1 — 2 (21–19, 20–22, 7–15) Рейндер Нуммердор – Ріхард Схейл (NED) L 1 — 2 (21–13, 15–21, 9–15) Мартін Ласіга – Ян Шнігер (SUI) L 0 — 2 (17–21, 13–21)                                                                           | 4              | не пройшли                                                          | не пройшли          | не пройшли          | не пройшли          | не пройшли |
| Сюзанна Глеснес Катріна Маасейде | жінки      | Pool B Лісбет Муга – Лісбет ван Бредам (BEL) W 2 — 0 (24–22, 21–18) Сімона Кун – Лея Швер (SUI) W 2 — 0 (21–11, 21–17) Тянь Цзя – Ван Цзє (CHN) L 1 — 2 (21–17, 14–21, 8–15)                                                                                                 | 2 Q            | Таліта Антунеш – Рената Рібейру (BRA) L 1 — 2 (21–12, 19–21, 13–15) | не пройшли          | не пройшли          | не пройшли          | не пройшли |
| Ніла Гокедал Інгрід Торлен       | жінки      | Pool A Даліксія Фернандес – Ларрея Пераса (CUB) L 0 — 2 (20–22, 19–21) Чіакі Кусугара – Міка Саікі (JPN) W 2 — 0 (21–8, 21–18) Місті Мей – Керрі Волш-Дженнінгс (USA) L 0 — 2 (12–21, 15–21) Lucky Loser Бібіана Канделас – Майра Гарсіа (MEX) W 2 — 1 (20–22, 21–12, 15–11) | 3 Q            | Тянь Цзя – Ван Цзє (CHN) L 0 — 2 (13–21, 15–21)                     | не пройшли          | не пройшли          | не пройшли          | не пройшли |

## Гандбол

### Жіночий турнір
Склад команди
Раґнгільд Омодт
Каролін Дюре Брейванґ
Маріт Малм Фрафйорд
Гру Гаммерсенг
Катрін Лунде Гаральдсен
Карі Олвік Ґрінсбе
Карі Метте Йогансен
Тоньє Ларсен
Крістін Лунде-Боргерсен
Ельсе-Марте Сорліє Любекк
Тоньє Нестволд
Катя Нюберг
Лінн-Крістін Ріґельгут
Ґеріл Снорреґґен
Головний тренер: Маріт Брейвік
Група А
| Команди   | Pld | W | D | L | GF  | GA  | GD  | Бали |
| --------- | --- | - | - | - | --- | --- | --- | ---- |
| Норвегія  | 5   | 5 | 0 | 0 | 154 | 106 | +48 | 10   |
| Румунія   | 5   | 4 | 0 | 1 | 150 | 112 | +38 | 8    |
| КНР       | 5   | 2 | 0 | 3 | 122 | 135 | -13 | 4    |
| Франція   | 5   | 2 | 0 | 3 | 121 | 128 | -7  | 4    |
| Казахстан | 5   | 1 | 1 | 3 | 109 | 137 | -28 | 3    |
| Ангола    | 5   | 0 | 1 | 4 | 109 | 147 | -38 | 1    |

| 9 серпня 2008 19:00 | Норвегія         | 30 — 23 | КНР         | Палац спорту Олімпійського спорткомплексу (Пекін) Судді: Елмоамлі, Шабан Алі Єгипет |
| 9 серпня 2008 19:00 | Гру Гаммерсенг 7 | (13–12) | Лі Вейвей 8 | Палац спорту Олімпійського спорткомплексу (Пекін) Судді: Елмоамлі, Шабан Алі Єгипет |
| 9 серпня 2008 19:00 | 5× 3×            | Звіт    | 7× 3×       | Палац спорту Олімпійського спорткомплексу (Пекін) Судді: Елмоамлі, Шабан Алі Єгипет |

| 11 серпня 2008 14:00 | Ангола          | 17 — 31 | Норвегія                 | Палац спорту Олімпійського спорткомплексу (Пекін) Судді: Liu S, Liu F КНР |
| 11 серпня 2008 14:00 | Наїр Альмейда 5 | (6–14)  | Лінн-Крістін Ріґельгут 6 | Палац спорту Олімпійського спорткомплексу (Пекін) Судді: Liu S, Liu F КНР |
| 11 серпня 2008 14:00 | 3×              | Звіт    | 2× 3×                    | Палац спорту Олімпійського спорткомплексу (Пекін) Судді: Liu S, Liu F КНР |

| 13 серпня 2008 19:00 | Норвегія                                 | 35 — 19 | Казахстан   | Палац спорту Олімпійського спорткомплексу (Пекін) Судді: Aires Menezes, Aparecido Pinto Бразилія |
| 13 серпня 2008 19:00 | Ельсе-Марте Сорліє Любекк, Катя Нюберг 5 | (14–10) | Васильєва 6 | Палац спорту Олімпійського спорткомплексу (Пекін) Судді: Aires Menezes, Aparecido Pinto Бразилія |
| 13 серпня 2008 19:00 | 3×                                       | Звіт    | 5× 3×       | Палац спорту Олімпійського спорткомплексу (Пекін) Судді: Aires Menezes, Aparecido Pinto Бразилія |

| 15 серпня 2008 19:00 | Франція        | 24 — 34 | Норвегія                              | Палац спорту Олімпійського спорткомплексу (Пекін) Судді: Krstic, Ljubic Словенія |
| 15 серпня 2008 19:00 | Паула Бодуїн 6 | (12–15) | Катя Нюберг, Лінн-Крістін Ріґельгут 6 | Палац спорту Олімпійського спорткомплексу (Пекін) Судді: Krstic, Ljubic Словенія |
| 15 серпня 2008 19:00 | 4× 3×          | Звіт    | 3×                                    | Палац спорту Олімпійського спорткомплексу (Пекін) Судді: Krstic, Ljubic Словенія |

| 17 серпня 2008 14:00 | Норвегія                                         | 24 — 23 | Румунія                        | Палац спорту Олімпійського спорткомплексу (Пекін) Судді: Chernega, Poladenko Росія |
| 17 серпня 2008 14:00 | Карі Метте Йогансен, Ельсе-Марте Сорліє Любекк 4 | (12–11) | Кармен Амарії, Йонела Станка 5 | Палац спорту Олімпійського спорткомплексу (Пекін) Судді: Chernega, Poladenko Росія |
| 17 серпня 2008 14:00 | 4× 2×                                            | Звіт    | 6× 4× 1×                       | Палац спорту Олімпійського спорткомплексу (Пекін) Судді: Chernega, Poladenko Росія |

Чвертьфінал
| 19 серпня 2008 12:00 | Норвегія                                  | 31 — 24 | Швеція              | Палац спорту Олімпійського спорткомплексу (Пекін) Судді: Baum, Goralczyk Польща |
| 19 серпня 2008 12:00 | Тоньє Ларсен, Ельсе-Марте Сорліє Любекк 6 | (16–10) | Ліннея Торстенсон 6 | Палац спорту Олімпійського спорткомплексу (Пекін) Судді: Baum, Goralczyk Польща |
| 19 серпня 2008 12:00 | 4× 3×                                     | Звіт    | 2× 4×               | Палац спорту Олімпійського спорткомплексу (Пекін) Судді: Baum, Goralczyk Польща |

Півфінал
| 21 серпня 2008 18:00 | Норвегія                              | 29 — 28 | Південна Корея | Державний палац спорту Пекіна Судді: Breto, Huelin Іспанія |
| 21 серпня 2008 18:00 | Гру Гаммерсенг, Карі Метте Йогансен 6 | (14–15) | Мун Піл-Гі 9   | Державний палац спорту Пекіна Судді: Breto, Huelin Іспанія |
| 21 серпня 2008 18:00 | 3× 2×                                 | Звіт    | 2× 3×          | Державний палац спорту Пекіна Судді: Breto, Huelin Іспанія |

Фінал
| 23 серпня 2008 15:45 | Норвегія                 | 34 — 27 | Росія            | Державний палац спорту Пекіна Судді: Bord, Buy Франція |
| 23 серпня 2008 15:45 | Лінн-Крістін Ріґельгут 9 | (18–13) | Ірина Близнова 6 | Державний палац спорту Пекіна Судді: Bord, Buy Франція |
| 23 серпня 2008 15:45 | 3×                       | Звіт    | 2×               | Державний палац спорту Пекіна Судді: Bord, Buy Франція |

## Легка атлетика
| Спортсмен                | Дисципліна                           | Попередній раунд | Попередній раунд | Чвертьфінал | Чвертьфінал | Півфінал     | Півфінал     | Фінал        | Фінал        |
| Спортсмен                | Дисципліна                           | Результат        | Місце            | Результат   | Місце       | Результат    | Місце        | Результат    | Місце        |
| ------------------------ | ------------------------------------ | ---------------- | ---------------- | ----------- | ----------- | ------------ | ------------ | ------------ | ------------ |
| Джейсума Саїді Ндуре     | 100 м, чоловіки                      | 10.37            | 3 Q              | 10.14       | 4           | не пройшов   | не пройшов   | не пройшов   | не пройшов   |
| Джейсума Саїді Ндуре     | 200 м, чоловіки                      | 20.54            | 2 Q              | 20.45       | 3 Q         | не стартував | не стартував | не пройшов   | не пройшов   |
| Тронд Нюмарк             | спортивна ходьба на 50 км (чоловіки) | Н/Д              | Н/Д              | Н/Д         | Н/Д         | Н/Д          | Н/Д          | не фінішував | не фінішував |
| Ерік Тюссе               | спортивна ходьба на 20 км (чоловіки) | Н/Д              | Н/Д              | Н/Д         | Н/Д         | Н/Д          | Н/Д          | 1:22:43      | 21           |
| Ерік Тюссе               | спортивна ходьба на 50 км (чоловіки) | Н/Д              | Н/Д              | Н/Д         | Н/Д         | Н/Д          | Н/Д          | 3:45:21      | 5            |
| Андреас Торкільдсен      | метання списа (чоловіки)             | 79.85            | 9 Q              | Н/Д         | Н/Д         | Н/Д          | Н/Д          | 90.57 OR     | 1            |
| Езінне Окпараебо         | біг на 100 м (жінки)                 | 11.32            | 2 Q              | 11.45       | 4           | не пройшла   | не пройшла   | не пройшла   | не пройшла   |
| Кірстен Мелкевік Оттербу | марафон (жінки)                      | Н/Д              | Н/Д              | Н/Д         | Н/Д         | Н/Д          | Н/Д          | 2:34:35      | 34           |
| К'єрсті Плетзер          | спортивна ходьба на 20 км (жінки)    | Н/Д              | Н/Д              | Н/Д         | Н/Д         | Н/Д          | Н/Д          | 1:27:07      | 2            |
| Христина Вукичевич       | біг на 100 м з бар'єрами (жінки)     | 13.05            | 4                | Н/Д         | Н/Д         | не пройшла   | не пройшла   | не пройшла   | не пройшла   |

Семиборство (жінки)
| Спортсмен     | Дисципліна | 100H  | HJ   | SP    | 200 м | LJ   | JT    | 800 м   | Фінал | Місце |
| ------------- | ---------- | ----- | ---- | ----- | ----- | ---- | ----- | ------- | ----- | ----- |
| Іда Маркуссен | результат  | 14.07 | 1.71 | 12.97 | 25.02 | 6.06 | 47.37 | 2:14.96 | 6015  | 21*   |
| Іда Маркуссен | бали       | 968   | 867  | 725   | 885   | 868  | 809   | 893     | 6015  | 21*   |

## Кінний спорт

### Конкур
| Спортсмен                                                     | Кінь      | Дисципліна            | Кваліфікація | Кваліфікація | Кваліфікація | Кваліфікація | Кваліфікація | Кваліфікація | Кваліфікація | Кваліфікація | Фінал      | Фінал      | Фінал      | Фінал      | Фінал      | Разом     | Разом             |
| Спортсмен                                                     | Кінь      | Дисципліна            | Раунд 1      | Раунд 1      | Раунд 2      | Раунд 2      | Раунд 2      | Раунд 3      | Раунд 3      | Раунд 3      | Раунд A    | Раунд A    | Раунд B    | Раунд B    | Раунд B    | Разом     | Разом             |
| Спортсмен                                                     | Кінь      | Дисципліна            | Пенальті     | Місце        | Пенальті     | Разом        | Місце        | Пенальті     | Разом        | Місце        | Пенальті   | Місце      | Пенальті   | Разом      | Місце      | Пенальті  | Місце             |
| ------------------------------------------------------------- | --------- | --------------------- | ------------ | ------------ | ------------ | ------------ | ------------ | ------------ | ------------ | ------------ | ---------- | ---------- | ---------- | ---------- | ---------- | --------- | ----------------- |
| Мортен Дюпвік                                                 | Casino    | індивідуальний конкур | 1            | =14          | 12           | 13           | 33 Q         | 4            | 17           | 23 Q         | 4          | 11         | 4          | 8          | 7          | 8         | 10                |
| Штейн Ендресен                                                | Le Beau   | індивідуальний конкур | 0            | =1           | 4            | 4            | 8 Q          | 12           | 16           | 18 Q         | 0          | =1         | 16         | 16         | 18         | 16        | 16                |
| Гейр Гулліксен                                                | Cattani   | індивідуальний конкур | 13           | 65           | 12           | 25           | 51           | не пройшов   | не пройшов   | не пройшов   | не пройшов | не пройшов | не пройшов | не пройшов | не пройшов | 25        | 51                |
| Тоні Андре Гансен                                             | Camiro 19 | індивідуальний конкур | 1            | =14          | 1            | 2            | 4 Q          | 1            | 3            | 1 Q          | вилучений  | вилучений  | вилучений  | вилучений  | вилучений  | вилучений | вилучений         |
| Мортен Дюпвік Штейн Ендресен Гейр Гулліксен Тоні Андре Гансен | Див. вище | командний конкур      | Н/Д          | Н/Д          | Н/Д          | Н/Д          | Н/Д          | Н/Д          | Н/Д          | Н/Д          | 28         | 10         | 21         | 49         | 10         | 49        | дискваліфіковані* |

* Кінь Тоні Андре Гансена Каміро дав позитивний результат на заборонений знеболюючий препарат капсаїцин. Пізніше Гансен був дискваліфікований. Без рахунку Гансена команда опинилася нижче порога, щоб пройти в 2 раунд фіналу. Тому команду позбавили бронзової медалі і присудили команді зі Швейцарії.

## Плавання
| Спортсмен           | Дисципліна                      | Гіт        | Гіт   | Півфінал   | Півфінал   | Фінал      | Фінал      |            |            |
| Спортсмен           | Дисципліна                      | Час        | Місце | Час        | Місце      | Час        | Місце      |            |            |
| ------------------- | ------------------------------- | ---------- | ----- | ---------- | ---------- | ---------- | ---------- | ---------- | ---------- |
| Гард Квале          | 200 м вільним стилем (чоловіки) | 1:48.73 NR | 27    | не пройшов | не пройшов | не пройшов | не пройшов |            |            |
| Гард Квале          | 400 м вільним стилем (чоловіки) | 3:50.47    | 26    | Н/Д        | Н/Д        | не пройшов | не пройшов | не пройшов | не пройшов |
| Гард Квале          | 200 м комплексом (чоловіки)     | 2:01.52 NR | 25    | не пройшов | не пройшов | не пройшов | не пройшов |            |            |
| Александер Дале Оен | 100 м брасом (чоловіки)         | 59.41 OR   | 1 Q   | 59.16 OR   | 1 Q        | 59.20      | 2          |            |            |
| Александер Дале Оен | 200 м брасом (чоловіки)         | 2:11.30    | 17    | не пройшов | не пройшов | не пройшов | не пройшов |            |            |
| Сара Норденстам     | 200 м брасом (жінки)            | 2.24.47 NR | 4 Q   | 2:23.79 EU | 4 Q        | 2:23.02 EU | 3          |            |            |
| Сара Норденстам     | 200 м комплексом (жінки)        | 2:15.13 NR | 23    | не пройшла | не пройшла | не пройшла | не пройшла |            |            |
| Сара Норденстам     | 400 м комплексом (жінки)        | 4:40.28 NR | 18    | Н/Д        | Н/Д        | не пройшла | не пройшла |            |            |
| Інгвілд Снілдал     | 100 м батерфляєм (жінки)        | 59.86 NR   | 27    | не пройшла | не пройшла | не пройшла | не пройшла |            |            |
| Інгвілд Снілдал     | 200 м батерфляєм (жінки)        | 2:14.53    | 33    | не пройшла | не пройшла | не пройшла | не пройшла |            |            |

## Стрільба
| Спортсмен               | Дисципліна                                  | Кваліфікація | Кваліфікація | Фінал           | Фінал           |
| Спортсмен               | Дисципліна                                  | Бали         | Місце        | Бали            | Місце           |
| ----------------------- | ------------------------------------------- | ------------ | ------------ | --------------- | --------------- |
| Вебйорн Берг            | пневматична гвинтівка, 10 м (чоловіки)      | 592          | 22           | не пройшов      | не пройшов      |
| Вебйорн Берг            | гвинтівка лежачи, 50 м (чоловіки)           | 596          | 3 Q          | 699.1           | 4               |
| Вебйорн Берг            | гвинтівка з трьох положень, 50 м (чоловіки) | 1172         | 5 Q          | 1266.5          | 8               |
| Еспен Берг-Кнутсен      | гвинтівка лежачи, 50 м (чоловіки)           | 594          | 11           | не пройшов      | не пройшов      |
| Еспен Берг-Кнутсен      | гвинтівка з трьох положень, 50 м (чоловіки) | 1160         | 30           | не пройшов      | не пройшов      |
| Торе Бровольд           | скит (чоловіки)                             | 120          | 2 Q          | 145 S/O 3       | 2               |
| Аре Гансен              | пневматична гвинтівка, 10 м (чоловіки)      | 592          | 19           | не пройшов      | не пройшов      |
| Гаральд Єнсен           | скит (чоловіки)                             | 118          | 12           | не пройшов      | не пройшов      |
| Гюда Еллефсрласс Олссен | пневматична гвинтівка, 10 м (жінки)         | 391          | 34           | не пройшла      | не пройшла      |
| Гюда Еллефсрласс Олссен | гвинтівка з трьох положень, 50 м (жінки)    | 575          | 27           | Did not advance | Did not advance |
| Крістіна Вествейт       | пневматична гвинтівка, 10 м (жінки)         | 395          | 14           | не пройшла      | не пройшла      |
| Крістіна Вествейт       | гвинтівка з трьох положень, 50 м (жінки)    | 573          | 29           | не пройшла      | не пройшла      |

## Тхеквондо
| Спортсмен    | Категорія           | 1/16                      | Чвертьфінал            | Півфінал                          | Втішний раунд 1    | Втішний раунд 2    | Фінал                      | Фінал |
| Спортсмен    | Категорія           | Суперник Результат        | Суперник Результат     | Суперник Результат                | Суперник Результат | Суперник Результат | Суперник Результат         | Місце |
| ------------ | ------------------- | ------------------------- | ---------------------- | --------------------------------- | ------------------ | ------------------ | -------------------------- | ----- |
| Ніна Солгейм | понад 67 кг (жінки) | Нога Абд-Рабу (EGY) W 9–3 | Че Чев Чан (MAS) W 3–1 | Наталія Фалавінья (BRA) W 2–2 SUP | Bye                | Bye                | Марія Еспіноса (MEX) L 1–3 | 2     |

## Фехтування
| Спортсмен         | Дисципліна                     | 1/32                           | 1/16                            | Чвертьфінал        | Півфінал           | Фінал              | Фінал      |            |
| Спортсмен         | Дисципліна                     | Суперник Результат             | Суперник Результат              | Суперник Результат | Суперник Результат | Суперник Результат | Місце      |            |
| ----------------- | ------------------------------ | ------------------------------ | ------------------------------- | ------------------ | ------------------ | ------------------ | ---------- | ---------- |
| Стурла Торкілдсен | індивідуальна шпага (чоловіки) | Вольфганг Мехіас (VEN) W 12–11 | Маттео Тальяріоль (ITA) L 10–15 | не пройшов         | не пройшов         | не пройшов         | не пройшов | не пройшов |

## Футбол

### Жіночий турнір
Група G
|   | Команда       | І | У | Н | П | ГЗ | ДП | +/- | Очки |
| - | ------------- | - | - | - | - | -- | -- | --- | ---- |
| 1 | США           | 3 | 2 | 0 | 1 | 5  | 2  | +3  | 6    |
| 2 | Норвегія      | 3 | 2 | 0 | 1 | 4  | 5  | -1  | 6    |
| 3 | Японія        | 3 | 1 | 1 | 1 | 7  | 4  | +3  | 4    |
| 4 | Нова Зеландія | 3 | 0 | 1 | 2 | 2  | 7  | -5  | 1    |

| 6 серпня 2008 19:45 |

| Норвегія                         | 2–0  | США |
| -------------------------------- | ---- | --- |
| Ларсен Каурін 2' Мелісса Віік 4' | Звіт |     |

| Стадіон Олімпійського спорткомплексу міста Ціньхуандао, Ціньхуандао Глядачів: 17,673 Арбітр: Ніколь Петігнат (Швейцарія) |

| 9 серпня 2008 19:45 |

| Нова Зеландія | 0–1  | Норвегія        |
| ------------- | ---- | --------------- |
|               | Звіт | Мелісса Віік 8' |

| Стадіон Олімпійського спорткомплексу міста Ціньхуандао, Ціньхуандао Глядачів: 7,285 Арбітр: Естела Альварес (Аргентина) |

| 12 серпня 2008 19:45 |

| Норвегія         | 1–5  | Японія                                                                                  |
| ---------------- | ---- | --------------------------------------------------------------------------------------- |
| Гуро Кнутсен 27' | Звіт | Кінга Юкарі 31' Гунгільд Фолстад 51' (аг) Оньо Шіноду 52' Сава Гомаре 71' Гара Аюмі 83' |

| Shanghai Stadium, Шанхай Глядачів: 16,872 Арбітр: Шейн де Сільва (Тринідад і Тобаго) |

Чвертьфінал
| 15 серпня 2008 18:00 |

| Бразилія              | 2–1  | Норвегія               |
| --------------------- | ---- | ---------------------- |
| Даніела 43' Марта 57' | Звіт | Сірі Нордбю 83' (пен.) |

| Стадіон Олімпійського центру в Тяньцзіні, Тяньцзінь Глядачів: 26,174 Арбітр: Кері Зейтц (США) |